# Upphovsman
Upphovsman (även upphovskvinna, upphovsperson och upphovsmakare) är den person som skapat ett självständigt verk. Med självständigt avses att verket ska vara resultat av en intellektuell prestation som särskiljer den från tidigare alster av liknande slag.
Med verk avses:
1. skönlitterär eller beskrivande framställning i skrift eller tal
2. datorprogram
3. musikaliskt eller sceniskt verk
4. filmverk
5. fotografiskt verk eller något annat alster av bildkonst
6. alster av byggnadskonst eller brukskonst
7. verk som har kommit till uttryck på något annat sätt.[1]

Till litterära verk hänförs kartor, samt även andra i teckning eller grafik eller i plastisk form utförda verk av beskrivande art. Även förberedande designmaterial för datorprogram kan vara ett verk. Den intellektuella prestationen behöver inte uppnå någon större verkshöjd blott den har tillräcklig egenart för att utesluta att en nära överensstämmande prestation självständigt ska kunna åstadkommas av någon annan. Det tycks vara tillräckligt att den skiljer sig från tidigare ansträngningar.

## Wikipedia som exempel
Ett verk kan ha flera upphovsmän. Detta kan förekomma när flera samarbetat om ett verk eller vid skapandet av artiklar på till exempel Wikipedia, när flera personer lämnat bidrag efter varandra. En upphovsman är i det fallet en person som bidragit på ett väsentligt sätt genom att skapa en del av artikeln som även lösryckt ur sitt sammanhang kan anses vara ett självständigt skapad del utan vilken artikeln inte kan anses vara komplett. Upphovsmännen kan uppträda kollektivt. Detta hindrar inte en enskild upphovsman att uppträda enskilt avseende den del han själv skapat av verket. Attribution till en artikel bör ske med angivande av källa till titel på verket, upphovsman med namn eller namn på dem som tillsammans bidragit och Wikimedias Commonslicens. Detta har utvecklats av Kristina Alexanderson. Frågan har uppkommit om en person som lämnat sitt bidrag på Wikipedia senare kan återkalla sitt medgivande. Svaret på den frågan är helt enkelt att det är omöjligt. Medgivande som lämnats kan inte senare återkallas.

## Sekundär upphovsman
Sekundär upphovsman är ett uttryck som används främst i rättsliga sammanhang. Det man syftar på är, till skillnad från upphovsmannen, en utövare av verket.